# Folkert Meeuw
Folkert Meeuw (República Federal Alemana, 11 de noviembre de 1946) es un nadador alemán retirado especializado en pruebas de estilo libre media distancia, donde consiguió ser medallista de bronce mundial en 1973 en los 4x200 metros estilo libre.

## Carrera deportiva
En el Campeonato Mundial de Natación de 1973 celebrado en Belgrado (Yugoslavia), ganó la medalla de bronce en los relevos de 4x200 metros estilo libre, con un tiempo de 7:43.68 segundos, tras Estados Unidos (oro con 7:32.22 segundos) y Australia (plata con 7:43.65 segundos).